# Carl Gustav Fløystrup
Carl Gustav Fløystrup, född 14 februari 1818 på Søllestedgård på Lolland, död 30 oktober 1904, var en dansk trädgårdsmästare.
Fløystrup, som var son till trädgårdsmästare Jens J. Fløystrup, avlade trädgårdsexamen 1839 och etablerade sig samma år som handelsträdgårdsmästare i Horsens. Han började med ett tunnland arrenderad jord, men redan 1855 hade han tjänat så mycket, att han kunde köpa en mindre lantegendom i närheten av Horsens, där han drev handelsträdgård vid sidan av lantbruk. I 1859 köpte han en egendom på Nørrebro i Köpenhamn, och från början av 1860-talet lade han mer och mer vinn på växtdekoration, som då var tämligen okänt i Danmark. Han lärde snabbt köpenhamnsborna att uppskatta större växtdekorationer ved festliga tillfällen.